# Heli (zoon van Matthat)
Heli (of Eli) wordt in de stamboom zoals beschreven in het Evangelie volgens Lucas vermeld. Jozef wordt daarin zijn zoon genoemd.
In het Evangelie volgens Matteüs wordt deze Jozef echter de zoon van Jakob (de zoon van Matthan) genoemd. Er is daarom wel geopperd dat Jozef de schoonzoon van Heli was en Heli dus de vader van Maria.